# Arnold Quellin
Pour les articles homonymes, voir Quellin.
Artus Quellinus III, connu en Angleterre comme Arnold Quellin, né en 1653 et décédé en 1686, fils d'Artus Quellin II,,,,,, est un sculpteur flamand qui est actif à Londres.

## Biographie
Il se forme vraisemblablement auprès de son père.
Il épouse France Siberechts, une fille du peintre anversois Jan Siberechts qui décide de s'expatrier à Londres pour y rejoindre la colonie d'artistes flamands qui y sont nombreux.
C'est cela sans doute qui pousse son gendre à le rejoindre également en Angleterre.
On le voit en 1679 travailler dans l'atelier de Hugh May.
En 1680 il rejoint l'atelier de Grinling Gibbons avec qui collaborent également ses compatriotes Antoon Verhuke, John Nost, Pierre Van Dievoet et Laurent Vander Meulen.
Arnold Quellin collabore avec Grinling Gibbons pour l'autel de la chapelle catholique au palais de Whitehall (1685-1686).